# 刘连昌
刘连昌（1965年—），山东单县人，汉族，中华人民共和国政治人物、第十二届全国人民代表大会解放军代表。
毕业于海军工程大学装备管理专业。加入中国共产党。2013年，担任全国人大代表。